# Saison 1959-1960 du Stade rennais UC
Maillots
Chronologie
Saison précédente Saison suivante
La saison 1959-1960 du Stade rennais Université Club débute le 16 août 1959 avec la première journée du Championnat de France de Division 1, pour se terminer le 29 mai 1960 avec la dernière journée de cette compétition.
Le Stade rennais UC est également engagé en Coupe de France. Éliminé dès les huitièmes de finale, il est ensuite reversé en Coupe Charles Drago.

## Résumé de la saison
Après sa bonne saison 1958-1959, le Stade rennais connaît une année plus difficile en Division 1. À l'été, le club a vu partir l'un de ses meneurs en la personne d'Antoine Cuissard, parti au FC Lorient cher à son cœur pour y occuper le poste d'entraîneur-joueur. Il est remplacé en attaque par le Gabonais Monday Ossey, mais celui-ci éprouvera quelques difficultés pour s'intégrer au sein de sa nouvelle formation. Autre départ majeur, celui du milieu de terrain Nicolas Imbernon, qui est remplacé poste pour poste par Stephan Ziemczak, ami de longue date de Théo puisque les deux hommes se connaissent depuis l'âge de 13 ans. Au rayon des arrivées, on note celles de jeunes prometteurs : le défenseur René Cédolin et l'ailier Giovanni Pellegrini.
Débutée de façon timide, la saison rennaise va rapidement se montrer compliquée. Pointant encore au milieu du classement fin septembre, les Rennais plongent vers la zone rouge au cours de l'automne, et occupent la 17e place, celle du premier relégable, le 1er novembre. Une éclaircie se profile pendant l'hiver, avant qu'une série de trois victoires en mars ne sorte les Rennais du marasme. Grâce aux six points obtenus, le Stade rennais UC assure son maintien à trois journées de la fin du championnat, mais n'obtient cependant qu'une peu reluisante quinzième place.
Épisode insolite au cours de la fin de saison (et alors que le maintien est déjà acquis), le Stade rennais se retrouve sans gardien de but. Jacques Rouillé, le titulaire, est blessé, et son remplaçant Bernard Josse doit jouer un match important avec la réserve. Finalement, le club trouve une solution en engageant in extremis Jacques Niclause, alors libre et déjà présent sur place. Il signe sa licence le jeudi 5 mai et joue avec les pros le dimanche suivant. Lors de ce match, Henri Guérin doit déplorer l'absence de Dombeck. Il aligne Stephan Ziemczak aux avant-postes, et prend sa place au milieu, disputant à 39 ans son avant-dernier match professionnel.
En coupes nationales, loin de rééditer les performances de la saison précédente, le Stade rennais s'incline dès les huitièmes de finale de la Coupe de France face à Saint-Étienne, avant de chuter d'entrée en Coupe Drago, à domicile contre le Stade français.

## Transferts en 1959-1960
| Nom                 | Nationalité | Provenance/Destination |
| Arrivées            |             |                        |
| René Cédolin        | France      | Stade Malherbe de Caen |
| Henri Gouès         | France      | SO Montpellier         |
| Guy Hernas          | France      | CO Roubaix-Tourcoing   |
| Jacques Niclause    | France      | RC Paris               |
| Monday Ossey        | Gabon (CF)  | Limoges FC             |
| Giovanni Pellegrini | France      | US Saint-Malo          |
| Stephan Ziemczak    | France      | RC Lens                |
| Départs             |             |                        |
| Yves Audigane       | France      | AS Bône                |
| Antoine Cuissard    | France      | FC Lorient             |
| Nicolas Imbernon    | France      | SO Montpellier         |
| Patrice Mayet       | France      | FC Nantes (prêt)       |
| Antoine Pascual     | France      | SO Montpellier         |
| Pierre Teysseyre    | France      | AS Aix-en-Provence     |

## L'effectif de la saison
| Poste¹ | Nat.²    | Nom                           | Naissance         | Sélection³ | Championnat | Championnat | Coupe France | Coupe France | Coupe Drago | Coupe Drago | Total Saison | Total Saison | Notes              |
| Poste¹ | Nat.²    | Nom                           | Naissance         | Sélection³ | M           | But inscrit | M            | But inscrit  | M           | But inscrit | M            | But inscrit  | Notes              |
| ------ | -------- | ----------------------------- | ----------------- | ---------- | ----------- | ----------- | ------------ | ------------ | ----------- | ----------- | ------------ | ------------ | ------------------ |
| A      | FRA      | André Ascencio                | 4 juin 1938       | -          | 9           | 2           | 2            | 0            | 1           | 0           | 12           | 2            |                    |
| D      | FRA      | Yves Boutet                   | 3 décembre 1936   | -          | 37          | 0           | 3            | 0            | 1           | 0           | 41           | 0            |                    |
| D      | FRA      | René Cédolin                  | 13 juillet 1940   | B          | 18          | 0           | 1            | 0            | 0           | 0           | 19           | 0            |                    |
| A      | FRA      | Stanislas Dombeck             | 26 septembre 1931 | A          | 29          | 8           | 3            | 2            | 1           | 0           | 33           | 10           |                    |
| D      | FRA      | Joseph Donnard                | 22 mai 1932       | -          | 4           | 0           | 0            | 0            | 0           | 0           | 4            | 0            |                    |
| M      | DAH (CF) | René Gaulon                   | 7 juillet 1927    | A          | 26          | 0           | 1            | 0            | 1           | 0           | 28           | 0            |                    |
| D      | FRA      | Henri Gouès                   | 13 avril 1933     | -          | 29          | 0           | 3            | 0            | 1           | 0           | 33           | 0            |                    |
| D      | FRA      | Henri Guérin                  | 27 août 1921      | A          | 1           | 0           | 0            | 0            | 0           | 0           | 1            | 0            |                    |
| A      | FRA      | Guy Hernas                    | 24 mars 1934      | -          | 13          | 1           | 1            | 0            | 1           | 1           | 15           | 2            |                    |
| G      | FRA      | Bernard Josse                 | 17 janvier 1932   | -          | 1           | 0           | 0            | 0            | 0           | 0           | 1            | 0            |                    |
| A      | FRA      | Mahi Khennane dit Mahi        | 21 octobre 1936   | -          | 32          | 8           | 1            | 0            | 0           | 0           | 33           | 8            |                    |
| D      | FRA      | André Le Menn                 | 2 mars 1934       | -          | 28          | 0           | 1            | 0            | 0           | 0           | 29           | 0            |                    |
| A      | FRA      | Rémy Lebret                   | 4 février 1936    | -          | 1           | 0           | 0            | 0            | 0           | 0           | 1            | 0            |                    |
| A      | FRA      | Émile Legangnoux              | 12 février 1925   | -          | 3           | 0           | 0            | 0            | 0           | 0           | 3            | 0            |                    |
| A      | FRA      | Guy Méano                     | 11 novembre 1934  | -          | 32          | 4           | 0            | 0            | 0           | 0           | 32           | 4            |                    |
| G      | FRA      | Jacques Niclause              | 31 décembre 1933  | -          | 2           | 0           | 0            | 0            | 0           | 0           | 2            | 0            | Engagé en mai 1960 |
| A      | GAB (CF) | Monday Ossey                  | 26 juillet 1933   | -          | 27          | 9           | 3            | 3            | 1           | 0           | 31           | 12           |                    |
| A      | FRA      | Giovanni Pellegrini           | 25 juin 1940      | -          | 10          | 3           | 3            | 0            | 1           | 1           | 14           | 4            |                    |
| D      | FRA      | Jacques Poulain               | 6 août 1932       | -          | 13          | 0           | 2            | 0            | 0           | 0           | 15           | 0            |                    |
| G      | FRA      | Jacques Rouillé               | 28 juin 1936      | -          | 35          | 0           | 3            | 0            | 1           | 0           | 39           | 0            |                    |
| A      | FRA      | Théodore Szkudlapski dit Théo | 17 novembre 1935  | -          | 38          | 11          | 3            | 2            | 1           | 0           | 42           | 13           |                    |
| M      | FRA      | Stephan Ziemczak              | 14 août 1936      | B          | 30          | 0           | 3            | 0            | 1           | 0           | 34           | 0            |                    |

- 1 : G, Gardien de but ; D, Défenseur ; M, Milieu de terrain ; A, Attaquant
- 2 : Nationalité sportive, certains joueurs possédant une double-nationalité
- 3 : sélection la plus élevée obtenue

## Équipe-type
Il s'agit de la formation la plus courante rencontrée en championnat.

## Les rencontres de la saison

### Liste
| Match | Date         | Compétition     | Tour        | Adversaire      | Lieu ¹ | Score    | Class.   | Buteurs pour le Stade rennais |
| ----- | ------------ | --------------- | ----------- | --------------- | ------ | -------- | -------- | ----------------------------- |
| 1     | 16 août      | Division 1      | 1           | Stade français  | E      | 2–1      | 5        | Dombeck                       |
| 2     | 23 août      | Division 1      | 2           | Lyon            | D      | 1–2      | 10       | Dombeck                       |
| 3     | 30 août      | Division 1      | 3           | Toulon          | E      | 1-0      | 8        | Théo                          |
| 4     | 6 septembre  | Division 1      | 4           | Monaco          | D      | 1–2      | 10       | Dombeck                       |
| 5     | 13 septembre | Division 1      | 5           | Le Havre        | E      | 2–4      | 13       | Théo                          |
| 6     | 16 septembre | Division 1      | 6           | Reims           | E      | 1-2      | 15       | Mahi                          |
| 7     | 20 septembre | Division 1      | 7           | Valenciennes FC | D      | 2-1      | 14       | Mahi Théo                     |
| 8     | 27 septembre | Division 1      | 8           | Toulouse        | E      | 2–1      | 9        | Théo Méano                    |
| 9     | 1er octobre  | Division 1      | 9           | Limoges         | D      | 0–2      | 12       |                               |
| 10    | 4 octobre    | Division 1      | 10          | Sedan           | D      | 1–2      | 13       | Méano                         |
| 11    | 11 octobre   | Division 1      | 11          | Strasbourg      | E      | 1–1      | 13       | Théo                          |
| 12    | 18 octobre   | Division 1      | 12          | Angers          | D      | 2-3      | 16       | Mahi Théo                     |
| 13    | 25 octobre   | Division 1      | 13          | RC Paris        | E      | 2-0      | 14       | Théo                          |
| 14    | 29 octobre   | Division 1      | 14          | Sochaux         | D      | 0–1      | 16       |                               |
| 15    | 1er novembre | Division 1      | 15          | Lens            | E      | 0-1      | 17       |                               |
| 16    | 8 novembre   | Division 1      | 16          | Bordeaux        | D      | 1-0      | 15       | Ascencio                      |
| 17    | 15 novembre  | Division 1      | 17          | Saint-Étienne   | E      | 1-2      | 15       | Ossey                         |
| 18    | 22 novembre  | Division 1      | 18          | Nîmes           | D      | 1–1      | 15       | Ossey                         |
| 19    | 29 novembre  | Division 1      | 19          | Nice            | E      | 1–3      | 16       | Mahi                          |
| 20    | 6 décembre   | Division 1      | 20          | Reims           | D      | 0–1      | 16       |                               |
| 21    | 20 décembre  | Division 1      | 21          | Sochaux         | E      | 2-2      | 16       | Mahi Ossey                    |
| 22    | 27 décembre  | Division 1      | 22          | Strasbourg      | D      | 4–0      | 16       | Ossey Hauss (csc)             |
| 23    | 3 janvier    | Division 1      | 23          | Limoges         | E      | 2–1      | 13       | Ossey Méano                   |
| 24    | 10 janvier   | Division 1      | 24          | Saint-Étienne   | D      | 0-0      | 13       |                               |
| 25    | 17 janvier   | Division 1      | 25          | Sedan           | E      | 0-2      | 15       |                               |
| 26    | 24 janvier   | Coupe de France | 1/32 finale | Montreuil       | N      | 4-0      | 4-0      | Dombeck Ossey Théo            |
| 27    | 31 janvier   | Division 1      | 26          | Toulon          | D      | 3–3      | 15       | Dombeck Mahi Pellegrini       |
| 28    | 7 février    | Division 1      | 27          | Nîmes           | E      | 0-3      | 16       |                               |
| 29    | 14 février   | Coupe de France | 1/16 finale | Hautmont        | N      | 2-1      | 2-1      | Ossey Dombeck                 |
| 30    | 21 février   | Division 1      | 28          | Nice            | D      | 3–1      | 15       | Hernas Théo Pellegrini        |
| 31    | 28 février   | Division 1      | 29          | Monaco          | E      | 0-5      | 16       |                               |
| 32    | 6 mars       | Coupe de France | 1/8 finale  | Saint-Étienne   | N      | 1-2      | 1-2      | Théo                          |
| 33    | 13 mars      | Division 1      | 30          | Lens            | D      | 2–0      | 15       | Ascencio Dombeck              |
| 34    | 20 mars      | Division 1      | 31          | Bordeaux        | E      | 1-0      | 13       | Mahi                          |
| 35    | 27 mars      | Division 1      | 32          | Toulouse        | D      | 1–0      | 13       | Ossey                         |
| 36    | 3 avril      | Coupe Drago     | 3e tour     | Stade français  | D      | 2-3 a.p. | 2-3 a.p. | Hernas Pellegrini             |
| 37    | 10 avril     | Division 1      | 33          | Angers          | E      | 0–2      | 14       |                               |
| 38    | 17 avril     | Division 1      | 34          | RC Paris        | D      | 3–2      | 13       | Dombeck Théo Pellegrini       |
| 39    | 1er mai      | Division 1      | 35          | Le Havre        | D      | 2–2      | 14       | Dombeck Ossey                 |
| 40    | 8 mai        | Division 1      | 36          | Valenciennes FC | E      | 0–3      | 14       |                               |
| 41    | 22 mai       | Division 1      | 37          | Stade français  | D      | 2–3      | 15       | Mahi Méano                    |
| 42    | 29 mai       | Division 1      | 38          | Lyon            | E      | 0–0      | 15       |                               |

- 1 N : terrain neutre ; D : à domicile ; E : à l'extérieur ; drapeau : pays du lieu du match international

## Bilan des compétitions
| Compétition         | Vainqueur final | Débute au tour | Place ou tour final | Première rencontre | Dernière rencontre | Nombre |
| ------------------- | --------------- | -------------- | ------------------- | ------------------ | ------------------ | ------ |
| Division 1          | Stade de Reims  | 1re journée    | 15e                 | 16 août 1959       | 29 mai 1960        | 38     |
| Coupe de France     | AS Monaco       | 1/32 de finale | 1/8 de finale       | 24 janvier 1960    | 6 mars 1960        | 3      |
| Coupe Charles Drago | RC Lens         | 3e tour        | 3e tour             | 3 avril 1960       | 3 avril 1960       | 1      |

### Division 1

#### Classement
| Rang | Équipe         | Pts | J  | G  | N  | P  | Bp | Bc | Diff |
| ---- | -------------- | --- | -- | -- | -- | -- | -- | -- | ---- |
| 12   | Saint-Étienne  | 36  | 38 | 12 | 12 | 14 | 62 | 65 | -3   |
| 13   | Angers         | 36  | 38 | 13 | 10 | 15 | 60 | 67 | -7   |
| 14   | Stade français | 34  | 38 | 14 | 6  | 18 | 59 | 70 | -11  |
| 15   | Rennes         | 33  | 38 | 13 | 7  | 18 | 47 | 59 | -12  |
| 16   | Lyon           | 31  | 38 | 10 | 11 | 17 | 41 | 52 | -11  |
| 17   | Sochaux        | 27  | 38 | 8  | 11 | 19 | 40 | 67 | -27  |
| 18   | Toulon         | 25  | 38 | 9  | 7  | 22 | 50 | 85 | -35  |

- 17 et 18 : Relégation en Division 2

#### Résultats
| Total  | Total  | Total | Total | Total | Total | Total | Total | Domicile | Domicile | Domicile | Domicile | Domicile | Domicile | Extérieur | Extérieur | Extérieur | Extérieur | Extérieur | Extérieur |
| Matchs | Points | V     | N     | D     | BP    | BC    | Diff. | V        | N        | D        | BP       | BC       | Diff.    | V         | N         | D         | BP        | BC        | Diff.     |
| ------ | ------ | ----- | ----- | ----- | ----- | ----- | ----- | -------- | -------- | -------- | -------- | -------- | -------- | --------- | --------- | --------- | --------- | --------- | --------- |
| 38     | 33     | 13    | 7     | 18    | 47    | 59    | -12   | 7        | 4        | 8        | 29       | 26       | +3       | 6         | 3         | 10        | 18        | 33        | -15       |

#### Résultats par journée
| Journée   | 01 | 02 | 03 | 04 | 05 | 06 | 07 | 08 | 09 | 10 | 11 | 12 | 13 | 14 | 15 | 16 | 17 | 18 | 19 | 20 | 21 | 22 | 23 | 24 | 25 | 26 | 27 | 28 | 29 | 30 | 31 | 32 | 33 | 34 | 35 | 36 | 37 | 38 |
| --------- | -- | -- | -- | -- | -- | -- | -- | -- | -- | -- | -- | -- | -- | -- | -- | -- | -- | -- | -- | -- | -- | -- | -- | -- | -- | -- | -- | -- | -- | -- | -- | -- | -- | -- | -- | -- | -- | -- |
| Terrain   | E  | D  | E  | D  | E  | E  | D  | E  | D  | D  | E  | D  | E  | D  | E  | D  | E  | D  | E  | D  | E  | D  | E  | D  | E  | D  | E  | D  | E  | D  | E  | D  | E  | D  | D  | E  | D  | E  |
| Résultats | V  | D  | V  | D  | D  | D  | V  | V  | D  | D  | N  | D  | V  | D  | D  | V  | D  | N  | D  | D  | N  | V  | V  | N  | D  | N  | D  | V  | D  | V  | V  | V  | D  | V  | N  | D  | D  | N  |
| Points    | 2  | 2  | 4  | 4  | 4  | 4  | 6  | 8  | 8  | 8  | 9  | 9  | 11 | 11 | 11 | 13 | 13 | 14 | 14 | 14 | 15 | 17 | 19 | 20 | 20 | 21 | 21 | 23 | 23 | 25 | 27 | 29 | 29 | 31 | 32 | 32 | 32 | 33 |
| Place     | 5  | 10 | 8  | 10 | 13 | 15 | 14 | 9  | 12 | 13 | 13 | 16 | 14 | 16 | 17 | 15 | 15 | 15 | 16 | 16 | 16 | 16 | 13 | 13 | 15 | 15 | 16 | 15 | 16 | 15 | 13 | 13 | 14 | 13 | 14 | 14 | 15 | 15 |

Source : Liste des rencontres

Terrain : D = Domicile ; E = Extérieur. Résultat: D = Défaite ; N = Nul ; V = Victoire.